# Иван Радославов и Иван Мешеков (награда)
Националната награда за литературна критика „Иван Радославов и Иван Мешеков“ е учредена през 1992 г. от община Златарица и Катедрата по българска литература във Великотърновския университет в чест на двама големи български критици, свързани със Златарица – Иван Радославов, чиито корени са оттам и който е живял като дете в града, и Иван Мешеков, който е роден в Златарица.
Отличието се връчва на всеки две години.
Наградата се връчва за цялостен научен принос и популяризиране на българската литература и литературна критика.
Материалният израз на наградата са почетна грамота, статуетка, изработена от проф. Константин Денев и изобразяваща богинята Бендида, и парична сума.

## Наградени автори
- 1995 – Сабина Беляева
- 1997 – Никола Георгиев
- 1999 – Светлозар Игов
- 2001 – Иван Радев[1]
- 2003 – Симеон Янев
- 2005 – Радосвет Коларов[2]
- 2007 – Михаил Неделчев[3][4]
- 2009 – Чавдар Добрев
- 2011 – Милена Кирова[5][6]
- 2013 – Антония Велкова-Гайдаржиева[7]
- 2015 – Пламен Дойнов[8]
- 2017 – Иван Станков[9]
- 2019 – Цветан Ракьовски[10][11]
- 2022 – Димитър Михайлов[12]